# Shotgun (singel Limp Bizkit)
Shotgun – utwór amerykańskiego zespołu muzycznego Limp Bizkit, będący pierwszym singlem z piątego albumu studyjnego zespołu, Gold Cobra. Został wydany w formacie CD 17 maja 2011 roku nakładem Flip Records i Interscope Records.
Singel był notowany na dwóch kanadyjskich listach przebojów: Active Rock, prowadzonej przez America’s Music Charts (26. miejsce) i Canada Rock, autorstwa tygodnika Billboard (49. miejsce).

## Odbiór krytyczny
Chad Grischow z serwisu IGN stwierdził, że „zbolała gitara Borlanda podskakująca i przeplatająca się z ciężkim beatem „Shotgun” czyni z utworu jedno z najlepszych gitarowych dzieł na albumie, gdzie nawałnica riffów wybucha z całą mocą, znacznie przyćmiewając daleki od błyskotliwości tekst wokalisty Freda Dursta o tym, jak siedzi w domu i pali „trawkę” mając w pobliżu shotguna”. Terry Bezer z czasopisma Metal Hammer zwrócił uwagę na „funkowe i świeże zwrotki doskonale docenione przez nietypowo powściągliwy wokal Dursta”, ponadto poczynił spostrzeżenie, że „pełny energii refren jest gwarantowanym zwycięzcą”. Josh Langhoff z serwisu PopMatters wyraził z kolei uznanie dla kończącego utwór motywu muzycznego There’s a Place in France odegranego na flecie andyjskim do lecącego w tle beatu złożonego z dźwięku wystrzałów z shotguna.